# Mate Granić
Mate Granić, hrvaški politik in diplomat, * 19. september 1947, Baška Voda, SR Hrvaška, SFR Jugoslavija.
V hrvaški vladi je med leti 1993 in 2000 služil kot minister za zunanje zadeve.